# 岡山県立岡山聾学校
岡山県立岡山聾学校（おかやまけんりつ おかやまろうがっこう）は、岡山県岡山市中区土田にある県立聾学校。聴覚障害のある幼児・児童・生徒が学ぶ。

## 所在地
- 岡山県岡山市中区土田51
  - JR西日本 山陽本線または赤穂線 東岡山駅 から徒歩約5分
  - 宇野バス 「東岡山行」に乗車、「ろう学校前」下車。

## 設置学部
- 幼稚部
- 小学部
- 中学部
- 高等部
  - 普通科
  - 総合デザイン科

- 専攻科（1年）※理容科のみ
- 教育相談
  - 電話相談、来所相談、出張相談

## 歴史
- 1908年（明治41年）11月25日 - 私立岡山県教育会付設盲唖院設立
- 1910年（明治43年）4月1日 - 私立岡山盲唖学校と校名変更
- 1924年（大正13年）4月1日 - 盲唖学校設置認可
- 1927年（昭和2年）4月1日 - 岡山県立盲唖学校と名称変更
- 1931年（昭和6年）6月15日 - 岡山市西古松に新校舎を建設し移転
- 1937年（昭和12年）5月22日 - ヘレン・ケラー来校
- 1944年（昭和19年）4月1日 - 理髪科新設
- 1948年（昭和23年）4月1日 - 岡山県立岡山盲学校と岡山県立岡山聾学校に分離。高等部を木材工芸科・被服科・理容科とする
- 1950年（昭和25年）12月20日 - 岡山県立聾学校寄宿舎火災
- 1961年（昭和36年）4月1日 - 幼稚部を設置
- 1972年（昭和47年）4月1日 - 現在地に新築・移転
- 1973年（昭和48年）10月30日 - 全日本聾教育研究大会開催
- 1976年（昭和51年）4月1日 - 高等部に専攻科（理容科・1年制）を設置
- 1983年（昭和58年）3月16日 - 総合プール完成
- 2008年（平成20年） - 創立100周年を迎えた